# Nicola Ratti
Nicola Ratti (Rome, 19 mai 1759 - Rome, 12 janvier 1833) est un archéologue italien.

## Biographie
Nicola Ratti nait le 19 mai 1759 à Rome, d’une famille de négociants originaire de Gênes. Il est envoyé de bonne heure chez les pères des écoles pies et à l’âge de quinze ans, il fait déjà partie de l’académie des Varii, rétablie par le père du célèbre archéologue Ennius Quirinus Visconti. Ratti se destine d’abord à l’état ecclésiastique, et il se fait recevoir docteur en théologie ; cependant il n’entre pas dans les ordres et finit même par quitter l’habit ecclésiastique. Choisi en 1785 pour accompagner Giulio Cesare Zoglio (en), archevêque d’Athènes et nonce apostolique auprès de la cour de Bavière, il reste deux ans à Munich, puis revient à Rome, où il est nommé, le 13 avril 1787, secrétaire du collège des avocats consistoriaux. Le cardinal Innocenzo Conti le donne ensuite pour précepteur à son pupille, le duc Francesco Sforza Cesarini. L’éducation de celui-ci achevée, Ratti devient archiviste et secrétaire de la famille, fonctions qu’il conserve toute sa vie, et qu’il cumule avec les emplois du gouvernement. Le pape Léon XII ayant établi la nouvelle chancellerie de l’université romaine, le nomme directeur. Avec plus d’ambition, Ratti aurait pu parcourir une brillante carrière, car, outre le souverain pontife que nous venons de nommer, il était particulièrement estimé du roi de Saxe, Antoine. Celui-ci, lorsqu’il apprend la mort de ce savant, arrivée le 12 janvier 1833, adresse à son fils aîné une lettre de condoléance. Ratti épouse en 1805 la fille de Pietro Angeletti, peintre de quelque réputation. Ses restes sont déposés, ainsi qu’il en avait manifesté l’intention, dans l’église de Ste-Marie in Vallicella, où on lit son épitaphe. Le Diario di Roma et le Giornale arcadico (t. 77, année 1839), lui ont consacré l’un une notice nécrologique, l’autre un éloge plus étendu, qui fut imprimé séparément avec une dédicace au P. Degola, secrétaire de la Congrégation de l'Index.

## Œuvres
- Lettera sopra l’Uccisione dei CCCVI Fabi al signor N.N. (l’abbé Francesco Cancellieri), Rome, 1781.
- Memoria sulla vita di quattro donne illustri della casa Sforza, e di Monsignor Virginio Cesarini, Rome, 1785.
- Della famiglia Sforza, Rome, 1794-1795, 1er et 2e partie, 2 vol. in-8°.
- Selecta doctorum virorum testimonia de Camilla Valentia, femina sui temporis præstantissima in unum collecta et adnotationibus aucta, Rome, 1795.
- Istoria di Genzano con note e documenti, Rome, 1797.
- L’Autenticità degli alberi genealogici stampati del signor duca Conti-Sforza-Cesarini nel sommario della causa romanæ primogenituræ de comitibus dimostrata contro le false imputazioni del difensore del signor principe Ruspoli. Lettera apologetica a schiarimento della presente causa, ed illustrazione della storia della nobilissima famiglia Conti, Rome, 1821 ;
- Nuovi documenti in conferma dell’Autenticità, etc., Rome, 1824. C’est un supplément à la pièce précédente qui fut publié à l’occasion d’un procès entre les familles Sforza et Ruspoli.
- Lettera al signor avvocato Carlo Fea, commissario delle antichità, sul di lui Parallelo : « Giulio II con Leone X; » Rome, 1822. Ratti y réfute l’opinion émise par Carlo Fea, que « le règne de Jules II fut véritablement l’époque où Rome se releva et eut une grandeur stable, tandis qu’elle déclina rapidement sous les pontificats de Léon X et de Clément VII, après avoir eu une splendeur éphémère. »
- Sulle rovine del tempio della Pace, dissertazione. Rome, 1823 ;
- Sulla vita di Giusto Conti, romano poeta volgare del secolo XV, Notizie, Rome, 1824 ;
- Dissertazione sulla basilica Liberiana, Rome, 1825, dédiée au pape Léon XII, qui avait été archiprêtre de cette basilique ;
- Lettera al canonico Domenico Moreni sopra un preteso deposito di Michel Angelo Buonarroti. L’auteur y apporte de nouveaux arguments à l’appui de ceux que l’abbé Moreni, dans un examen critique d’une médaille de Michel-Ange représentant Bindo Altoviti, avait déjà donnés pour prouver qu’un tombeau attribué à cet illustre sculpteur n’était point de lui. En reconnaissance de ce service, Moreni dédia à Ratti son édition des Lettere di Carlo Dati, Florence, 1825 ;
- Sopra una iscrizione Ficulense scavata nella tenuta della Cesarina, colla quale s’illustra l’antica Fieulea, Rome, 1826. L’auteur y détermine la situation de cette ville antique.
- Sopra un antico sarcofago cristiano, Rome, 1827, in-8° ;
- Notizia della chiesa interna del romano archigimnasio, Rome, 1833, dédiée au cardinal Pierfrancesco Galleffi. Ratti fut surpris par la mort au milieu de l’impression de cet ouvrage.

Nicola Ratti avait encore donné plusieurs dissertations aux Actes de l’académie d’archéologie :
- Sulla villa di Pompeo nell’agro Albano (t. 1, part. 2) ;
- Dissertazione intorno ad una iscrizione antica rinvenuta nel territorio di civita Lavinia, spettante alla città di Lanuvio (t. 2) ;
- Sulle opere, di beneficenza de’ cristiani de primi tre secoli (t. 3) ;
- Delle arti d’Italia ne’ primi tre secoli di Roma ; della cognizione de’ Romani de’ cosi detti vasi etruschi di Vetulonia, citta dell’ antica Etruria (t. 5).

Membre de l’académie archéologique, Ratti l’était aussi de l’académie de la religion catholique, où il avait lu (le 30 juillet 1827) une dissertation qui n’a pas été imprimée et dans laquelle il démontrait que « la révélation est prouvée par le sentiment universel de toutes les nations et de leurs législateurs. »